# Helena Kmieć
Helena Agnieszka Kmieć (ur. 9 lutego 1991 w Krakowie, zm. 24 stycznia 2017 w Cochabambie w Boliwii) – polska misjonarka, chemiczka oraz Służebnica Boża Kościoła katolickiego.

## Życiorys
Helena Agnieszka Kmieć urodziła się 9 lutego 1991 r. w Krakowie. Ukończyła Liceum Ogólnokształcące Katolickiego Stowarzyszenia Wychowawców w Libiążu. Była stypendystką Leweston School w Sherborne w Wielkiej Brytanii, gdzie uzyskała maturę, równolegle realizując indywidualny tok nauczania w swoim liceum, które ukończyła w 2009 r. W 2014 r. zdobyła dyplom magistra inżyniera na Wydziale Chemicznym Politechniki Śląskiej, gdzie studiowała technologię i inżynierię chemiczną w języku angielskim. Po ukończeniu studiów pracowała jako stewardesa w liniach lotniczych.
Działała w duszpasterstwie akademickim w Gliwicach oraz śpiewała w Akademickim Chórze Politechniki Śląskiej. Od 2012 r. była wolontariuszką w ramach Wolontariatu Misyjnego „Salvator” w Trzebini. Organizowała półkolonie dla dzieci przy parafiach księży salwatorianów w Galgahévíz na Węgrzech oraz w rumuńskiej Timișoarze. W piątek, 6 lipca 2012 r., w ramach ewangelizacji na dworcu PKP we Wrocławiu śpiewała Słuchaj, Izraelu, Pan jest twoim Bogiem, Pan jest jedyny. W 2013 r. na misjach w Zambii pracowała z dziećmi i młodzieżą w ośrodku Salvation Home w Lusace i w centrum młodzieżowym Kulanga Bana Farm w Chamulimbie (wiosce w dystrykcie Chongwe). Podczas Światowych Dni Młodzieży w Polsce była ich koordynatorką w parafii Świętej Barbary w rodzinnym Libiążu.
8 stycznia 2017 r. wyjechała jako wolontariuszka na misję do Boliwii, gdzie planowała do czerwca pomagać siostrom służebniczkom dębickim w prowadzonej przez nie ochronce dla dzieci w Cochabambie. Zginęła w nocy z 23 na 24 stycznia 2017 r., ugodzona nożem w czasie napadu na tę placówkę. W marcu 2018 r. boliwijski sąd skazał jej zabójcę – Romualdo Mamio dos Santosa – na karę 30 lat pozbawienia wolności.
Postanowieniem prezydenta RP z 7 lutego 2017 r. została pośmiertnie odznaczona Złotym Krzyżem Zasługi za zasługi w działalności charytatywnej i społecznej oraz zaangażowanie na rzecz osób potrzebujących pomocy.
Jej uroczystości pogrzebowe rozpoczęły się 18 lutego 2017 r. w sanktuarium Matki Bożej Fatimskiej w Trzebini, a 19 lutego były kontynuowane w jej rodzinnym Libiążu. Mszy Świętej poprzedzającej pogrzeb przewodniczył kardynał Stanisław Dziwisz. Uroczystość pogrzebowa miała charakter państwowy. Helena Kmieć została pochowana na cmentarzu przy kościele parafialnym pw. św. Barbary w Libiążu.

## Życie prywatne
Ochrzczona została 14 kwietnia 1991 r. w kościele św. Barbary w Libiążu. Spokrewniona z bp. Janem Zającem, który jest bratem jej dziadka. Rodzice Heleny – tata Jan z Libiąża i mama Agnieszka z d. Bejska, z Krakowa – poznali się podczas budowy kościoła w Olczy w Zakopanem. Jej mama Agnieszka zmarła, gdy Helena miała sześć tygodni, a jej starsza siostra dwa lata. Ojciec ożenił się drugi raz z Barbarą Zając, która stała się mamą dla obu dziewczynek.

## Proces beatyfikacyjny
W grudniu 2022 archidiecezja krakowska poinformowała o rozpoczęciu procesu beatyfikacyjnego zamordowanej wolontariuszki, zaś w kwietniu 2024 wydano edykt ogłaszający oficjalne rozpoczęcie procesu wyniesienia na ołtarze polskiej misjonarki. Proces beatyfikacyjny Heleny Kmieć rozpoczął się 10 maja 2024 w Kaplicy pałacu Arcybiskupów krakowskich i od tej chwili przysługuje jej tytuł Służebnicy Bożej.
Na postulatora tego procesu został mianowany ks. dr Paweł Wróbel SDS, dekretem nr 3643/2022 z 30 października 2022.

## Upamiętnienie

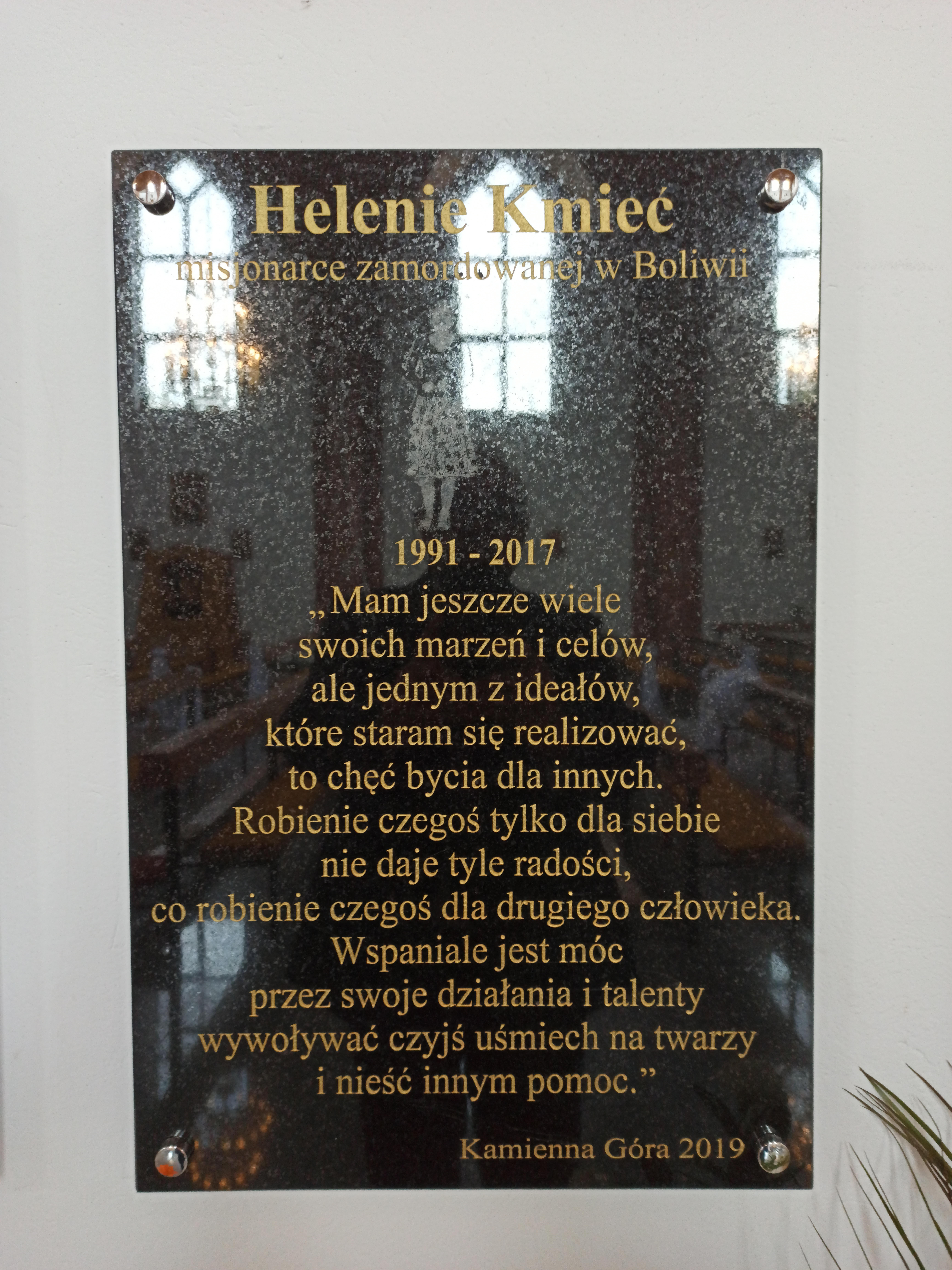
Tablica upamiętniająca Helenę Kmieć w kościele Najświętszego Serca Pana Jezusa w Kamiennej Górze

Po śmierci została patronką Regionalnego Konkursu Poezji Religijnej organizowanego przez Zespół Szkół Katolickiego Stowarzyszenia Wychowawców w Libiążu, którego finał pod jej imieniem miał miejsce po raz pierwszy 7 kwietnia 2017 r. w Libiąskim Centrum Kultury (była to jego XIV edycja). Helena Kmieć była również wśród nominowanych w XIII edycji plebiscytu „Miłosierny Samarytanin roku 2016” i ostatecznie została wyróżniona specjalną statuetką, którą odebrali jej rodzice podczas gali 31 marca 2017 r. w Auli Jana Pawła II przy sanktuarium Bożego Miłosierdzia w Krakowie-Łagiewnikach.
W maju 2017 r. Towarzystwo Boskiego Zbawiciela ustanowiło Fundację imienia Heleny Kmieć, mającą na celu między innymi promowanie postaci Heleny oraz pomoc dzieciom i młodzieży w krajach misyjnych.
W czerwcu 2017 r. Rada Miasta Libiąża przyjęła wniosek o pośmiertne nadanie Helenie Kmieć tytułu Honorowego Obywatela Libiąża oraz wniosek o nazwanie jednej z ulic Libiąża jej imieniem. 18 sierpnia 2017 r. podczas uroczystej sesji Rady Miejskiej jednogłośnie podjęto decyzję o pośmiertnym nadaniu Helenie Kmieć tytułu Honorowego Obywatela Miasta Libiąża. Akt nadania obywatelstwa wręczyli rodzicom Heleny Kmieć przewodnicząca Rady Miejskiej, Bogumiła Latko, wspólnie z burmistrzem Libiąża, Jackiem Latko. Jednogłośnie przyjęto także wniosek o przemianowanie ulicy Kościelnej na ulicę Heleny Kmieć.
W styczniu 2017 r. została wybrana jedną z patronek wspólnoty rodzin katolickich „Umiłowany i umiłowana” we Wrocławiu. W lipcu 2018 została wybrana patronką 1. Głogowskiej Drużyny Harcerek „Agat”, należącej do Związku Harcerstwa Rzeczypospolitej. W pierwszą rocznicę śmierci Heleny Kmieć ukazała się, nakładem Domu Wydawniczego Rafael, książka Małgorzaty Pabis Helenka poszła do Nieba, będąca zbiorem świadectw dotyczących jej życia.
6 lutego 2018 r. w Zespole Szkół KSW w Libiążu, do którego uczęszczała, odsłonięto tablicę upamiętniającą. 9 lutego 2018 r., w 27. rocznicę urodzin, nakładem Wydawnictwa Salwator ukazała się książka Helena. Misja możliwa. Tytuł nawiązuje do fanpage'a Bolivia: Mission Possible / Boliwia: Misja Możliwa, założonego przez Helenę i Anitę przed wyjazdem do Cochabamby. Książka autorstwa Eweliny Gładysz i Przemysława Radzyńskiego zawiera 24 wywiady z osobami, które znały Helenę, w tym pierwszy wywiad udzielony przez rodziców po śmierci Heleny.
W styczniu 2020 r. została patronką Katolickiej Szkoły Podstawowej Fundacji Na Rzecz Rodziny w Warszawie.
W 2024 r., Wydawnictwo Św. Stanisława BM, należące do archidiecezji krakowskiej, przygotowało adwentowy cykl Roraty z Helenką Kmieć, przeznaczony do tego, aby kapłani w czasie rorat, przybliżali, głównie dzieciom jej życiorys oraz jej drogę do świętości.